# سرجیو مازلی
سرجیو مازلی (انگلیسی: Sergio Maselli؛ زادهٔ ۶ آوریل ۲۰۰۱) بازیکن فوتبال است.